# Mas Figueró
El Mas Figueró és una masia de Castell d'Empordà, al terme municipal de la Bisbal d'Empordà, inclosa a l'Inventari del Patrimoni Arquitectònic de Catalunya. L'edifici va ser bastit el segle xvii (a la façana principal hi ha la data del 1637).

## Descripció
El Mas Figueró està situat als afores del poble de Castell d'Empordà, al costat del camí que duu a l'església de Sant Martí de Llaneres.
Es tracta d'una gran masia de planta rectangular i estructura basilical, amb coberta de teula a dos nivells a dues vessants, que presenta com a elements més remarcables el gran portal adovellat, amb la data del 1637 emmarcada per una orla, i la finestra del pis principal, on apareix la inscripció: "Iesus Joseph i Maria son lo meu lum i guia / Joan Trias 1637".